# Pills & Automobiles
"Pills & Automobiles" é uma música de Trap escrita e interpretada pelo cantor americano Chris Brown com a participação dos rappers americanos Yo Gotti, A Boogie wit da Hoodie e Kodak Black. Foi produzida por OG Parker, The Martianz e Smash David. A música foi lançada oficialmente pela RCA Records em 4 de agosto de 2017, servindo como o quarto single do oitavo álbum de estúdio de Brown, Heartbreak on a Full Moon.
"Pills & Automobiles" recebeu revisões positivas dos críticos musicais, que elogiaram o ritmo cativante da música e sua produção, apontando como um grande distanciamento do tipo de música R&B padrão da carreira de Brown, adaptando suas habilidades e aumentando sua versatilidade para a música trap.
Nos Estados Unidos, "Pills & Automobiles" alcançou a posição 16 na parada Hot R&B/Hip-Hop Songs e a posição 46 na parada principal, a Billboard Hot 100, e foi certificada como platina por 3 vezes pela Recording Industry Association of America (RIAA).

## Paradas
| Chart (2017–18)                                    | Peak Posição |
| -------------------------------------------------- | ------------ |
| Canadá (Canadian Hot 100)                          | 67           |
| França (SNEP)                                      | 136          |
| Estados Unidos (Billboard Hot 100)                 | 46           |
| Estados Unidos (Billboard R&B/Hip-Hop Songs)       | 16           |
| Estados Unidos (Billboard Hot R&B/Hip-Hop Airplay) | 6            |
| Estados Unidos (Billboard Rhythmic)                | 25           |

| Chart (2017)                         | Posição |
| ------------------------------------ | ------- |
| US Hot R&B Songs (Billboard)         | 27      |
| US Hot R&B/Hip-Hop Songs (Billboard) | 91      |

| Chart (2018)                         | Posição |
| ------------------------------------ | ------- |
| US Hot R&B Songs (Billboard)         | 20      |
| US Hot R&B/Hip-Hop Songs (Billboard) | 79      |
| US R&B/Hip-Hop Airplay (Billboard)   | 32      |